# 한국공공정책연수원
한국공공정책연수원(Korea Institute For  Public Policy)은 국내 최초의 법인의 공공정책연수기관으로 서울과 인천에 각각 사무소를 두고 있다. 서울에는 서울시 마포구 매봉산로 31번지에 있으며, 인천에는 인천시 남동구 청능대로 581번지에 위치하고 있다.

## 개요
주로 공공정책 연구, 지방의회 각종기본계획, 공기업 경영평가를 수행하고 있다.  특히 공공기관과 지방자치단체의 교육서비스를 제공하여, 각종 연수활동을 하고 있다. 연수원장은 박동명 법학박사이며, 양재대 행정학박사, 김종식 행정학박사, 권세준 정보학박사, 윤광진 행정학박사, 이규철 법학박사, 이건순 가정학박사, 오철기 행정학박사, 이영억 사회복지학박사 등이 참여하고 있다.

## 연혁
○ 2018.08.02. 법인 설립(사업자등록)(대표:박동명)
○ 2018.08.20. 서울시 강북구의회 의원세미나
(주제 : 행정사무감사기법, 대상 : 강북구의회 의원 및 직원 30명)
○ 2018.08.21. 6개 지방의회 의원 직원연수
(예결산안 심사기법, 조례안 심사요령 등 특강, 대상: 강원도의회, 경기도의회 등 6개 지방의회의원 100명)
○ 2018.08.24. 경기도 포천시의회 의원 및 직원 의정연수
(특강주제 : 행정사무감사기법, 대상 : 의원 및 직원 30명)
○ 2018.08.27.~29. 전라북도 남원시의회 의원 및 직원 의정연수
(특강주제 : 행정사무감사조사 핵심착안사항, 대상: 의원 및 직원 30명)
○ 2018.08.30. 서울특별시 민원배심법정 배심원(시민감사옴부즈만위원회)
○ 2018.08.31. 통일부교육위원 연찬회(단국대학교)
○ 2018.09.21. 경기도의원 국외공무출장 심사위원 위촉
     경기도의회 의원 공무국외활동심사 참여(2년)
     (2018.11.26.), (2019.4.24.), (2019.05.27.), (2019.06.13.), (2019.08.12.), (2019.08.20.) 외 서면심사 등 다수
○ 2018.09.07. 전라남도 고흥군의회 의원 및 직원 의정연수
(대상 : 고흥군의회 의원 및 직원 30명)
○ 2018.10.01. 서울시교육청 및 산하기관 외부감사활동 (기간:4년)
00고등학교 감사참여(본청 감사팀과 함께 감사, 2020.06.24.~26)
00고등학교 감사참여(2019.06.10.~13.)
00초등학교 및 병설유치원 감사참여(2019.04.17.~19)
00사립유치원 감사참여 (2020.05.11.~13). (2020.04.27.~29), (2019.07.23.~25), (2019.7.3.~5), (2019.06.03.~05)
○ 2018.10.17. 경기도주민참여예산위원회 주요안건 심의 및 토론
○ 2018.10.19. 충청남도의회 의정연수
(주제: 행정사무감사기법, 예산심사요령 등, 대상: 충남도의회 문화복지위원회 의원 및 직원 40명 )
○ 2018.10.25. 경기농식품유통진흥원 감사활동(청렴옴부즈만 위촉)
○ 2018.10.30. 행정안전부 예산바로쓰기국민감시단 워크숍(경주 힐튼호텔)
○ 2018.11.01. 서울특별시 및 산하기관 공공사업 감사활동, 공공사업 입회활동(기간:4년)
서울특별시청(2018.09.18.), (2018.10.01.), (2018.11.01.), (2018.12.3.), (2019.04.18.), (2019.05.21.), (2019.06.03.) (2020.01.08.), (2020.02.11.) (2020.02.26.), (2020.05.07.), (2020.06.20.)
서울시농수산식품공사(2019.01.08.)
서울특별시데이터센터 외장하드복구센터(2019.12.20.)
서울시립병원(2019.07.22.)

○ 2018.11.03. 통일부 통일교육위원 워크숍(라마다프라자 수원호텔)
○ 2018.11.26. 경기도 예산심사 조력(경기도청 국제회의실)
○ 2019.03.11.~13. 서울시교육청 청렴시민감사관 직무연수
○ 2019.03.27. 경기농식품유통진흥원 감사활동에 조력(심사위원)
○ 2019.01.14. 경기도주민참여예산연구 수행(경기도청 신관3층)
○ 2019.01.15. 경기도주민참여예산운영 조력(경기도청)
(2019.03.29.), (2019.05.02.), (2019.07.15.), (2019.08.30.), (2020.01.21.)
○ 2019.02.20. 의왕시 주민참여예산 강의
(대상 : 주민참여예산위원회 위원 및 공무원, 인원 : 80명)
○ 2019.03.27. 경기농식품유통진흥원 감사업무지침 심사 및 교육
○ 2019.03.29. 경기도 주민참여예산위원회 참석 토론
○ 2019.03.29. 경기도 남양주시 노사민정협의회 위원 위촉(남양주시장)
○ 2019.04.06. 경기도 주민참여예산 워크숍
○ 2019.05.25. 중앙선관위 민주시민정치아카데미 워크숍
○ 2019.06.28. 경기도 남양주시 감사관회의 토론자 참석
○ 2019.07.12. 경북 영덕군청 강의
(대상 : 주민참여예산위원회 위원 및 공무원, 인원 : 100명)
○ 2019.07.13. ‘100년 토론광장’ 토론자로 참여
(주최:대통령 직속 3·1운동 및 대한민국임시정부 수립 100주년 기념사업 추진위원회, 서울 세종문화회관 세종홀)
○ 2019.07.18. 서울특별시교육청 중부교육지원청 강의
(중부교육지원청 관내 유치원 원장 및 교사 100명)
○ 2019.08.27.~29. 전남 구례군의회 의원 및 직원 의정연수
(대상 : 구례군의회 의원 및 직원 25명)
○ 2019.09.04. 세종특별자치시청 강의(세종특별자치시청 4층 여민실)
(대상 : 주민참여예산위원회 위원 및 공무원, 인원 : 100명)
○ 2019.09.04. 경기도 시흥시청 강의
(대상 : 주민참여예산위원회 위원 및 공무원, 인원 : 100명)
○ 2019.09.26. 충청남도 금산군청 강의 (주민참여예산)
(대상 : 주민참여예산위원회 위원 및 공무원, 인원 : 80명)
○ 2019.10.25. 서울특별시장 표창 수상 (효율적인 업무추진)
○ 2019.10.31. 서울시 영등포구의회 강의
(주제: 행정사무감사 및 예산안 심사요령, 대상 : 의원 및 공무원 40명)
○ 2019.11.20. 검찰시민위원회 사건심사 활동 (의정부지방검찰청)
○ 2019.12.09. 통일부 통일교육위원 워크숍
○ 2019.12.12. 행정안전부장관 감사패 수상(예산바로쓰기감시, 재정건전화에 기여)
○ 2020.02.19. 검찰시민위원회 사건심사 활동 (의정부지방검찰청)
○ 2020.05.06. 고양시청 교육실시(온라인 강의, 코로나19 영향)
(주제: 전국 주민참여예산 우수사례, 대상 : 주민참여예산위원회 위원 및 시민)
○ 2020.06.18. 경기농식품유통진흥원 시민감사관 선발을 위한 심사활동(심사위원)
○ 2020.07.16. 남양주시청 정기종합감사활동 조력
○ 2020.07.22. 검찰시민위원회 사건심사 활동 (**지방검찰청)
○ 2020.08.24. 충남도립대학교(총장 허재영)와 MOU체결
○ 2020.08.26. 서울시 **구 공무원선발 면접시험위원 참여 활동
○ 2020.09.10. 전북 군산시의회 교육실시(청소년의회, 온라인강의)
○ 2020.09.19. ***청 원산지국민감시단(**청장)
○ 2020.09.23. 충남 **시 공무원선발 면접시험위원 참여 활동
○ 2021.03.27. 저서를 가진 공직자회(저공회) (대통령기록관)
○ 2021.04.15. 강남구의회 특강
- 주제 ; 지방자치법 주요개정 내용과 강남구의회 대응전략
- 일시 : 2021.04. 15. 오후 2시부터 4시까지
- 장소: 강남구의회 회의실
○ 2021.05.09. 서울시보건협회(회장 박상태)와 MOU 체결
○ 2021.07.09. 경북 영영군 학술연구용역 중간발표회 진행
○ 2021.11.04. 인천광역시 **구의회 세미나
(지방자치법의 주요 내용과 지방의회 대응전략)
○ 2021.11.05. 전남 **시의회 “행정사무감사기법” 특강 등
○ 2021.11.06. 대전광역시 “박장대소 정책공감” 주민참여예산 특강(시민 300명)
○ 2021.11.24. 통일교육위원 워크숍(김연철 전 통일부장관 특강 등)
○ 2021.11.26. 주민자치회 회장단 워크숍(주제: 주민자치회의 갈등관리)
○ 2021.11.27. 저서를 가진 공직자회(저공회) 가을행사 조선왕릉(융-건릉)문화재
○ 2022.01.22. 한국공공정책신문 이사, 논설위원, 칼럼필진 등 30명 선임
○ 2022.03.02. 직장내 괴롭힘 진정사건(고용노동부) 조사활동
(공공기관 인간관계 개선활동)
○ 2022.03.22. 국회 의정연수원 특강 실시
  - 일시 :2022.03.23(수) 14:00 ~17:00
  - 장소 : 국회 의정관 109호
  - 대상 : 지방의회 전문위원 150명
  - 주제 : 행정사무감사
○ 2022.03.28. 서울특별시 **용역 착수보고회 실시
○ 2022.03.30. 여수시 주민참여예산 특강(온라인 특강,여수시청 홈페이지에 게시)
○ 2022.04.19. 울주군 주민참여예산 강의(온라인 특강)
○ 2022.05.04. 한국공공정책신문 주필(박병식 동국대 교수) 임명
○ 2022.05.02. **시청, 공무원 면접시험위원 활동
○ 2022.05.25. 통일교육위원 위촉식(통일부 통일교육원)
○ 2022.05.27. 여성인력개발센터와 업무협약, 여성친화일촌기업 협약식
○ 2022.06.15. 경기 광주시청 주민참여예산제 강연
○ 2022.06.15. **시 인수위원회 시장 및 시의의원 대상 특강
○ 2022.06.28. 경상북도교육청 주민참여예산 특강
○ 2022.06.30. 저서를 가진 공직자회(저공회) 정부중앙청사 행사
○ 2022.07.14. 통일교육위원 연수(경인통일교육센터)
○ 2022.07.18. 고양특례시의회 의원 및 관계공무원 대상 연수
                           (행저사무감사기법 및 의정활동 전반 활동 전략)
○ 2022.07.20. 서울 강동구청 주민참여예산 강의
3. 홈페이지
https://dmpark.wixsite.com/kppi